# Germán Quintana
Germán Pablo Quintana Peña (Santiago, 1 de mayo de 1960) es un ingeniero y político democratacristiano chileno, exintendente de la Región Metropolitana de Santiago (1996-1998) y ministro de Estado en la cartera de Planificación y Cooperación del presidente Eduardo Frei Ruiz-Tagle, desde 1998 hasta 2000.

## Trayectoria
En 1986 asumió la presidencia de la Federación de Estudiantes de la Universidad de Chile (Fech), cargo desde el que lideró el triunfo más grande del movimiento estudiantil de la época: la caída del rector delegado del Gobierno militar, José Luis Federici. Anteriormente, había sido presidente de la Juventud Demócrata Cristiana (JDC) de La Cisterna y presidente del Centro de Estudiantes de Ingeniería (CEI) de la Facultad de Ciencias Físicas y Matemáticas de la Universidad de Chile, entidad de la que se tituló de ingeniero civil electricista.
En 1990 asumió como jefe de Informática del Ministerio del Interior y posteriormente se desempeñó como secretario ejecutivo del Grupo Interministerial de Informática. También fue coordinador del Programa de Estudios Prospectivos, de la Corporación Tiempo 2000.
En 1994 fue nombrado subsecretario de Obras Públicas, entidad donde compartió labores estrechamente con Ricardo Lagos, ministro que después sería electo presidente del país.
En 1996 asumió el cargo de intendente de la Región Metropolitana de Santiago en reemplazo de Álex Figueroa. Pese a ser uno de los funcionarios más jóvenes del Gobierno, desde su cargo logró ganarse el apodo de Intendente de Hierro. Bajo su responsabilidad le tocó abordar problemas complejos de la urbe, como la elaboración y aprobación del Plan de Prevención y Descontaminación del Aire de la Región Metropolitana, la aplicación de la Ley de Violencia en los Estadios y también el resguardo del orden público de la ciudad.
Entre 1998 y 2000 ejerció como ministro de Planificación y Cooperación. Desde esa cartera asumió la organización de los Diálogos Comunales con las comunidades indígenas de Chile, primer esfuerzo serio de escuchar las demandas del mundo indígena y relevarlas en la priorización de inversiones del Gobierno, y ante los medios de comunicación. Este proceso culminó con la realización de una ceremonia en el Palacio de la Moneda, con la participación de mil lonkos mapuches y de las autoridades máximas de todos los poderes del Estado, autoridades académicas y dirigencias empresariales, en donde se suscribió el Pacto de Respeto Mutuo por parte de los asistentes.
El año 2000 el Gobierno chileno lo designó como su representante en el Banco Interamericano de Desarrollo (BID).
Posteriormente asumió como jefe del Departamento de Modernización del Estado y Gobernabilidad de la Organización de Estados Americanos (OEA).
En 2007 asumió como jefe de gabinete de la presidencia del BID y en 2009 como secretario de la misma entidad. Se retiró de la organización en 2021, permaneciendo con su residencia en Washington D. C. Tras su salida del BID se dedicó a un canal de Youtube de música llamado "Mundo Análogo".
Es hijo ilustre de la comuna de La Cisterna.